# Puerto Ángel, San Pedro Pochutla
Puerto Ángel är en ort i Mexiko.   Den ligger i kommunen San Pedro Pochutla och delstaten Oaxaca, i den sydöstra delen av landet, 500 km sydost om huvudstaden Mexico City. Puerto Ángel ligger 20 meter över havet och antalet invånare är 2 645.
Terrängen runt Puerto Ángel är platt norrut, men norrut är den kuperad. Havet är nära Puerto Ángel åt sydost.  Närmaste större samhälle är San Pedro Pochutla, 8,9 km norr om Puerto Ángel. 